# Tatjana Rubcowa
Tatjana Aleksiejewna Rubcowa, ros. Татьяна Алексеевна Рубцова (ur. 8 maja 1962 w Leningradzie) – rosyjska szachistka, arcymistrzyni od 1986 roku.

## Kariera szachowa
W 1982 zajęła II m. (za Agnieszką Brustman) w rozegranym w Sencie Pucharze Świata juniorek (turniej ten był wówczas równoznaczny z mistrzostwami świata juniorek do lat 20). W następnych latach odniosła kilka sukcesów w międzynarodowych turniejach, m.in. dz. III m. w Soczi (1988, za Iriną Lewitiną i Tatjaną Stiepową-Dianczenko) i dz. III m. w Symferopolu (1992, za Jeleną Zajac i Natalią Ruczową) oraz w Petersburgu (2000 – dz. II m. za Jekateriną Korbut, wspólnie z Jewgieniją Owod; 2001 – I m. w memoriale Ludmiły Rudenko; 2001 – dz. III m. za Tatjaną Miełamied i Olgą Ziminą).
Najwyższy wynik rankingowy w karierze osiągnęła 1 stycznia 1987; mając 2330 punktów, zajmowała wówczas 23. miejsce na światowej liście FIDE. Od 2005 nie uczestniczy w turniejach klasyfikowanych przez Międzynarodową Federację Szachową.